# L'Indomptable (contre-torpilleur)
Pour les autres navires du même nom, voir Indomptable.
L'Indomptable est l'un des six contre-torpilleurs de la Marine nationale française de la classe Le Fantasque ayant été construits dans les années 1930.

## Historique
L’Indomptable est mis à l'eau le 7 décembre 1933. Il est admis au service actif le 15 avril 1936, formant au sein de la 2e escadre légère la 8e division légère avec ses sister-ships Le Malin et Le Triomphant. Le 12 avril 1937 comme toutes les DL armées de contre-torpilleurs, la 8e DL devient la 8e DCT, sa composition et son port d’attache n’évoluant pas.
Le 1er septembre 1939, la 8e DCT intègre la Force de Raid. Le capitaine de vaisseau Barnaud, commandant de la 8e DCT, sera remplacé le 9 novembre par le capitaine de vaisseau Barthes. Ce groupe occasionnel qui regroupe les navires les plus modernes de la Flotte de l’Atlantique est chargée de traquer les raiders allemands. Le 4 septembre 1939 au matin, il intercepte dans l'Atlantique le paquebot allemand Bremen qui rentre d'Amérique au moment de la déclaration de guerre. Il tire 2 coups de semonce afin de faire stopper le navire allemand qui sera, après visite et constatation qu'il ne transporte que des civils, autorisé à gagner l'Allemagne.
Le 23 avril 1940, il participe avec ses sister-ships de la 8e DCT à une opération de recherche et destruction à haute vitesse dans le détroit du Danemark. À 03 h 00 le 24 avril, il ouvre le feu sur 2 patrouilleurs allemands dont un est endommagé. Un peu plus tard, deux schnellboot  effectuent un lancement de torpilles contre la DCT qui manœuvre afin de les éviter, tout en engageant au canon les agresseurs, dont un sera coulé. Les navires français quittent alors la zone mais sont retardés par des avaries de turbo ventilateurs survenues sur Le Malin. Ils essuient des attaques aériennes dans la matinée du 24, sans dommages importants ; rentrant à la base anglaise de Rosyth dans la soirée.

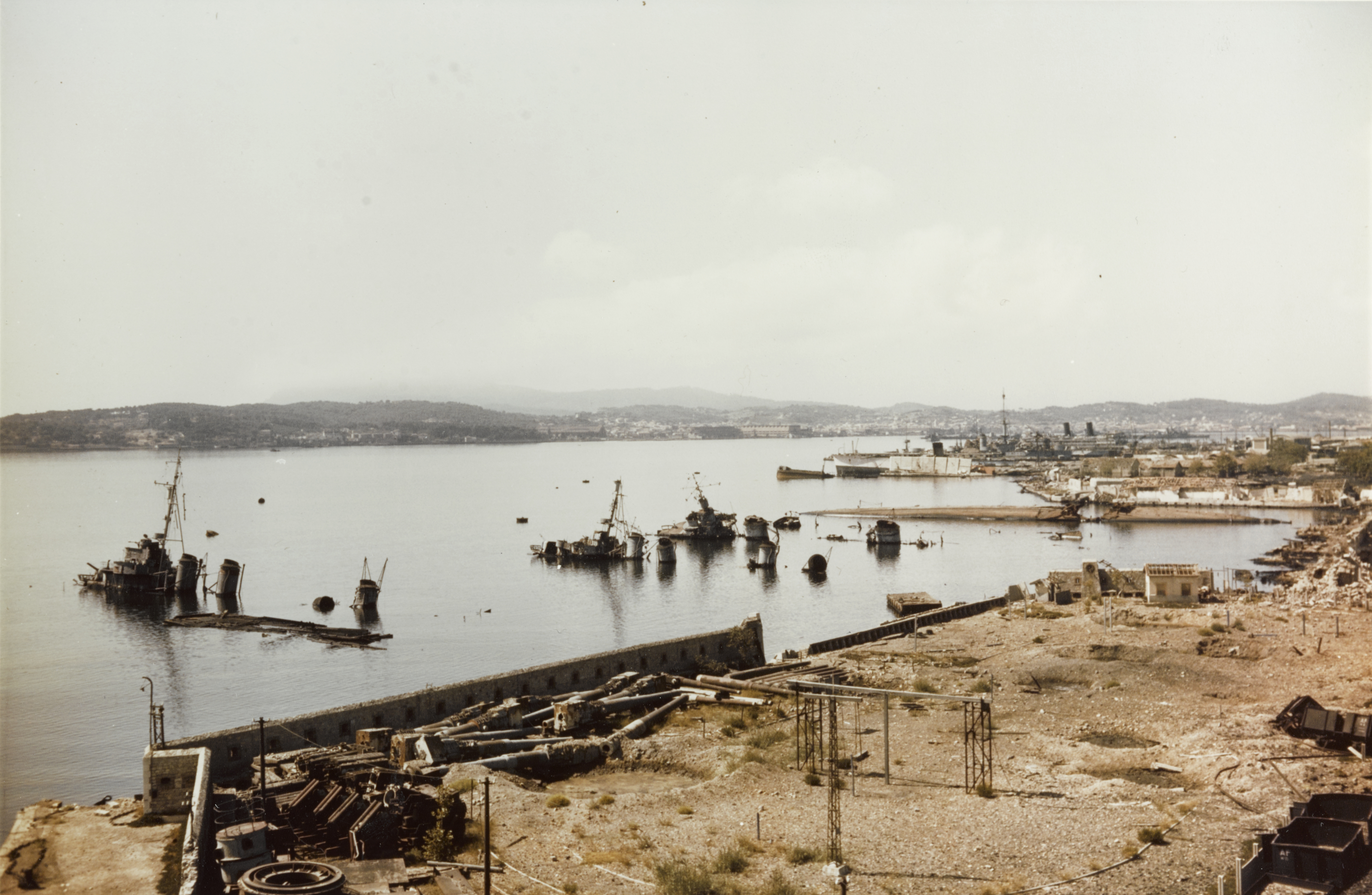
De gauche à droite : les contre-torpilleurs Tartu, Cassard, L'Indomptable, Vautour (presque entièrement submergé) et Aigle (chaviré et coupé en deux) sabordés dans la rade de Toulon fin 1944.

Le 27 novembre 1942, il est amarré au quai Noël, à Toulon. À partir de 04 h 00, les Allemands lancent l'opération Lila qui doit leur permettre de capturer intacts les navires de Toulon. À 05 h 30, l'ordre de sabordage est donné par l'amiral Jean de Laborde (à bord du cuirassé Strasbourg) à toute la flotte française basée à Toulon. Les destructions commencent aussitôt. À 06 h 05, les charges de sabordage explosent et le navire s'enfonce rapidement par l'arrière. À 06 h 20, les derniers hommes quittent le bord, la quille du bâtiment atteint le fond de la rade, la plage arrière est sous l'eau.
Les Italiens, occupant Toulon avec les Allemands, décident de renflouer L'Indomptable. Les travaux commencent en février 1943. En novembre, le navire est à flot, mais il est coulé de nouveau par un bombardement américain sur le port le 24 novembre 1943. La coque est posée sur le fond tandis qu'une grande partie du navire émerge à la surface. Il est atteint par des bombes plusieurs fois au printemps 1944, la coque est très endommagée et l'épave s'incline sur bâbord. Peu avant leur départ, les Allemands démontent trois pièces de 138 mm. À la libération de Toulon, L'Indomptable est retrouvé coulé, dans un état lamentable. En 1945, son étrave servira à la remise en état de son sister-ship Le Malin.